# Saltos ornamentais nos Jogos Olímpicos de Verão de 2012 - Trampolim 3 m individual feminino

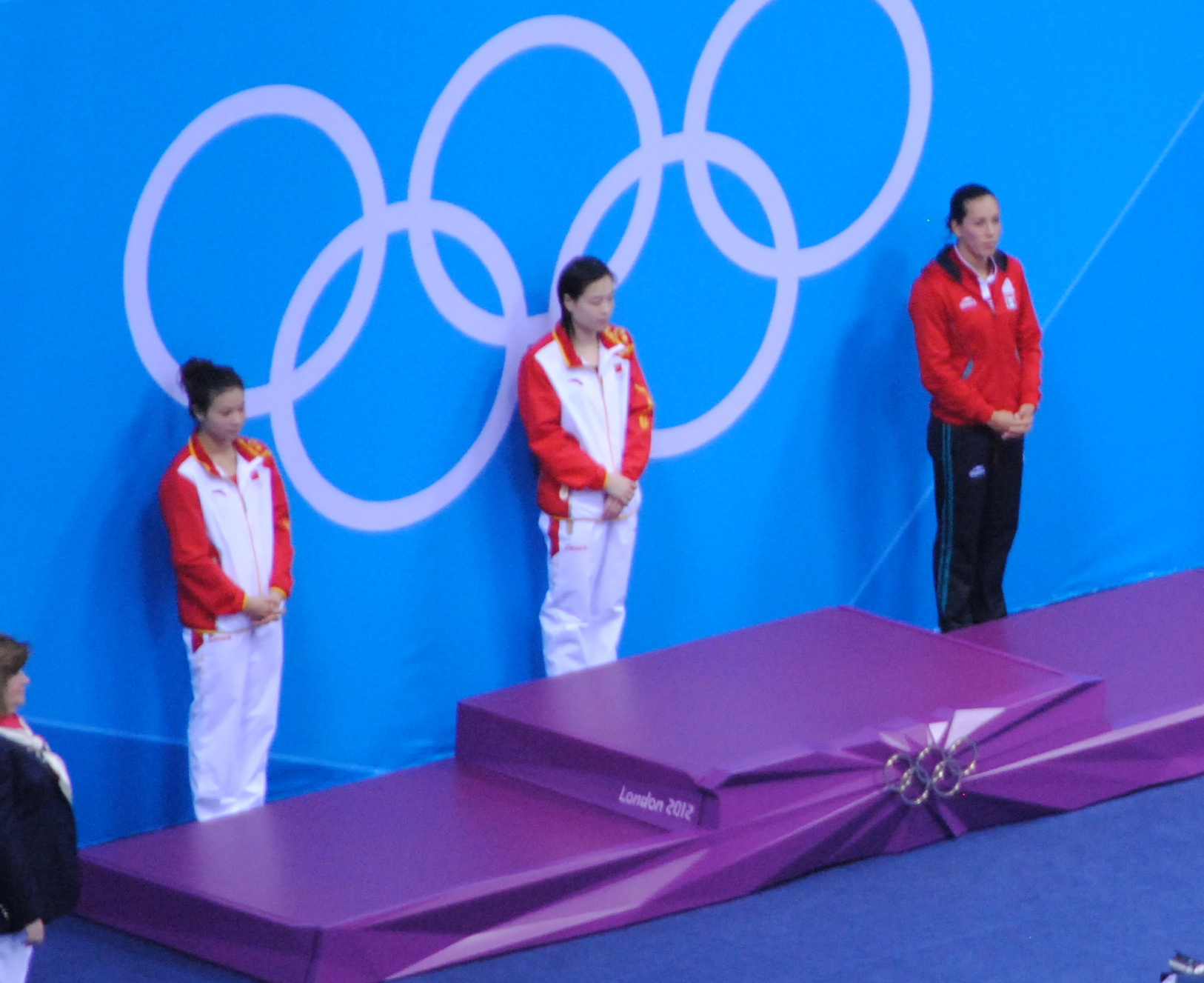
Medalhistas durante a cerimônia de premiação.

A competição de saltos ornamentais na modalidade trampolim 3 metros feminino foi disputada entre os dias 3 e 5 de agosto no Centro Aquático, em Londres.
A competição de saltos ornamentais é composta de 3 fases. Na primeira, as 30 atletas executam cinco saltos. As 18 atletas mais bem colocados se classificam para as semifinais. Novamente, cada atleta executa cinco saltos e as 12 mais bem colocadas avançam para as finais. A cada nova fase, os resultados da fase anterior são desconsiderados. Nas finais, as atletas executam mais seis saltos.
Cada salto é avaliado por sete juízes, com notas de zero a dez e incremento de meio (0,5) ponto. A pontuação abaixo de 7,0 e acima de 9,5 são raros. Dessas sete notas, são descartadas a nota mais baixa e a mais alta. As demais notas são somadas, multiplicadas por 0,6 e depois multiplicada pelo grau de dificuldade do salto. Este é o valor atribuído ao salto.

## Medalhistas
| Ouro   | CHN Wu Minxia     |
| Prata  | CHN He Zi         |
| Bronze | MEX Laura Sánchez |

## Resultados
| Pos.              | Atleta                      | Preliminar | Preliminar | Semifinal | Semifinal | Final    | Final    | Final    | Final    | Final    | Final         | Final |
| Pos.              | Atleta                      | Pontos     | Pos.       | Pontos    | Pos.      | 1º salto | 2º salto | 3º salto | 4º salto | 5º salto | Pontos totais | Pos.  |
| ----------------- | --------------------------- | ---------- | ---------- | --------- | --------- | -------- | -------- | -------- | -------- | -------- | ------------- | ----- |
| Medalha de ouro   | CHN Wu Minxia               | 387.75     | 1          | 394.40    | 1         | 79.50    | 79.75    | 85.25    | 84.00    | 85.50    | 414.00        | 1     |
| Medalha de prata  | CHN He Zi                   | 363.85     | 2          | 354.50    | 3         | 76.50    | 83.70    | 78.00    | 76.50    | 64.50    | 379.20        | 2     |
| Medalha de bronze | MEX Laura Sánchez           | 320.15     | 9          | 336.50    | 7         | 70.50    | 67.50    | 75.00    | 74.40    | 75.00    | 362.40        | 3     |
| 4                 | ITA Tania Cagnotto          | 349.80     | 3          | 362.10    | 2         | 76.50    | 69.00    | 68.20    | 72.00    | 76.50    | 362.20        | 4     |
| 5                 | AUS Sharleen Stratton       | 342.70     | 5          | 327.60    | 9         | 70.5     | 67.50    | 66.65    | 69.00    | 72.00    | 345.65        | 5     |
| 6                 | CAN Jennifer Abel           | 344.15     | 4          | 353.25    | 4         | 66.00    | 77.50    | 55.50    | 72.00    | 72.00    | 343.00        | 6     |
| 7                 | USA Cassidy Krug            | 320.10     | 10         | 345.60    | 5         | 72.00    | 72.85    | 70.50    | 72.00    | 55.50    | 342.85        | 7     |
| 8                 | USA Christina Loukas        | 330.45     | 7          | 339.75    | 6         | 69.00    | 64.50    | 66.00    | 65.10    | 67.50    | 332.10        | 8     |
| 9                 | UKR Olena Fedorova          | 308.70     | 14         | 314.70    | 12        | 65.80    | 63.00    | 63.00    | 61.50    | 64.50    | 317.80        | 9     |
| 10                | SWE Anna Lindberg           | 318.60     | 11         | 319.80    | 10        | 63.00    | 55.80    | 67.50    | 67.50    | 63.00    | 316.80        | 10    |
| 11                | AUS Jaele Patrick           | 289.65     | 18         | 315.60    | 11        | 67.50    | 63.00    | 60.00    | 58.90    | 60.00    | 309.40        | 11    |
| 12                | CAN Émilie Heymans          | 337.20     | 6          | 331.35    | 8         | 67.50    | 46.20    | 72.00    | 58.50    | 51.00    | 295.20        | 12    |
| 13                | GBR Hannah Starling         | 298.95     | 17         | 313.95    | 13        | —        | —        | —        | —        | —        | —             | —     |
| 14                | GER Nora Subschinski        | 311.70     | 12         | 313.20    | 14        | —        | —        | —        | —        | —        | —             | —     |
| 15                | ITA Francesca Dallapé       | 311.25     | 13         | 312.60    | 15        | —        | —        | —        | —        | —        | —             | —     |
| 16                | GER Katja Dieckow           | 303.90     | 15         | 312.50    | 16        | —        | —        | —        | —        | —        | —             | —     |
| 17                | RUS Nadezhda Bazhina        | 325.00     | 8          | 310.70    | 17        | —        | —        | —        | —        | —        | —             | —     |
| 18                | GBR Rebecca Gallantree      | 299.25     | 16         | 267.10    | 18        | —        | —        | —        | —        | —        | —             | —     |
| 19                | RUS Anastasiia Podziniakova | 286.50     | 19         | —         | —         | —        | —        | —        | —        | —        | —             | —     |
| 20                | MAS Cheong Jun Hoong        | 272.45     | 20         | —         | —         | —        | —        | —        | —        | —        | —             | —     |
| 21                | UKR Hanna Pysmenska         | 271.50     | 21         | —         | —         | —        | —        | —        | —        | —        | —             | —     |
| 22                | HUN Flóra Gondos            | 266.45     | 22         | —         | —         | —        | —        | —        | —        | —        | —             | —     |
| 23                | VEN Jocelyn Castillo        | 266.00     | 23         | —         | —         | —        | —        | —        | —        | —        | —             | —     |
| 24                | MAS Ng Yan Yee              | 257.85     | 24         | —         | —         | —        | —        | —        | —        | —        | —             | —     |
| 25                | HUN Nóra Barta              | 257.70     | 25         | —         | —         | —        | —        | —        | —        | —        | —             | —     |
| 26                | FRA Fanny Bouvet            | 257.10     | 26         | —         | —         | —        | —        | —        | —        | —        | —             | —     |
| 27                | FRA Marion Farissier        | 248.70     | 27         | —         | —         | —        | —        | —        | —        | —        | —             | —     |
| 28                | BRA Juliana Veloso          | 241.15     | 28         | —         | —         | —        | —        | —        | —        | —        | —             | —     |
| 29                | MEX Arantxa Chávez          | 225.45     | 29         | —         | —         | —        | —        | —        | —        | —        | —             | —     |
| 30                | ESP Jenifer Benítez         | 224.60     | 30         | —         | —         | —        | —        | —        | —        | —        | —             | —     |